# نرگس مست
 نرگس مست نام یک آلبوم موسیقی به آهنگسازی و خوانندگی حسام‌الدین سراج است. این آلبوم ۹ تراک دارد که توسط گروه بیدل، به سرپرستی جلال ذوالفنون اجرا و توسط شرکت صوتی تصویری سروش منتشر شده است.

## دست‌اندرکاران
تار: جلیل شهناز
نی: بهزاد فروهری
کمانچه: هادی منتظری
عود: محمد فیروزی
سه‌تار: علی قورچیان
تمبک: مهرداد اعرابی
دف: مسعود حبیبی
اشعار: حافظ، باباطاهر، مولوی

## فهرست آهنگ‌ها
| ردیف | آهنگ                     |
| ۱    | سحرگاهان                 |
| ۲    | چهارمضراب                |
| ۳    | ساز و آواز شور           |
| ۴    | درویشی و خرسندی          |
| ۵    | سه نوازی عود، سه‌تار تمبک |
| ۶    | مثنوی افشاری             |
| ۷    | نرگس مست                 |
| ۸    | ساز و آواز               |
| ۹    | راز پنهان                |